# Montceaux
Pour les articles homonymes, voir Montceaux.
Pour les articles ayant des titres homophones, voir Monceau et Montceau.
Montceaux est une commune française, située dans le département de l'Ain en région Auvergne-Rhône-Alpes.
Commune rurale de la vallée de la Saône, Montceaux est située immédiatement à l'est de Belleville-en-Beaujolais, à la limite du département du Rhône. Ses habitants sont appelés les Montcelliens.

## Géographie

### Localisation et reliefs
Située à la jonction du pays des Dombes et du Beaujolais, la commune de Montceaux est implantée en face de Belleville-en-Beaujolais de l'autre coté de la Saône. La commune se trouve ainsi à 4 km à l'est de Belleville-en-Beaujolais, à 18 km au nord de Villefranche-sur-Saône (via l'A6), à 30 km au sud de Mâcon (via l'A6), à 40 km de Bourg-en-Bresse, à 49 km de Lyon (via l'A6), à 140 km de Genève, et à 450 km de Paris.
Transition entre les plaines de la Dombes et les rives de la Saône, son territoire s'étire, d'est en ouest, sur 4 km de long et, du nord au sud, sur 3 km de large, sa superficie totale étant de 1 003 hectares.
Le point culminant de la commune est à 244 mètres d'altitude et le plus bas à 180 mètres.
La commune est traversée par la Callonne, qui va ensuite se jeter dans la Saône.

### Communes limitrophes
| Guéreins            | Peyzieux-sur-Saône |          |
|                     | Montceaux          | Chaneins |
| Montmerle-sur-Saône | Francheleins       |          |

### Hameaux et lieux-dits
La commune regroupe, outre le bourg-centre éponyme, les hameaux et lieux-dits suivants, d'est en ouest :
- Au nord : Milancase, Saint-Maurice, Moulin Chapuis, Charlet, la Poipe, Moulin Crozet, et Aux Rousses.
- Au sud : la Bâtie, Bozet, Reverdy, Granges Noires, Campin, Aille, Betheneins, Petit Rivolet, Grand Rivolet, Montval, les Fourches, les Rivaux, et le Brulet.

Une dizaine de lotissements ont également été bâtis sur le territoire de la commune en continuité du bourg centre ou de certains hameaux.

### Transports et mobilités
Les péages les plus proches pour accéder à l'autoroute A6 sont ceux de Belleville, situé à 4 km, de Villefranche-sur-Saône Nord à 15 km, et de Mâcon Sud à 25 km.
La commune est desservie par la ligne de bus 191 (Belleville - Villard-les-Dombes) du réseau interurbain de l'Ain, d'autres lignes passant à proximité dans les communes voisines (lignes 113, 114, 119 et 120).
Les gares les plus proches sont celles de Belleville à 6 km (desservie notamment par la ligne 24 du réseau TER Auvergne-Rhône-Alpes), de Villefranche-sur-Saône à 19 km, de Mâcon-Loché-TGV à 27 km, et de Mâcon-Ville à 30 km. Le TER permet de rejoindre la gare de Lyon-Part-Dieu en 36 minutes depuis la gare de Belleville, et le TGV permet de rejoindre Paris-Gare-de-Lyon en 1 h 35 depuis la gare de Mâcon-Loché.
L'aéroport de Lyon-Saint-Exupéry se trouve à 47 minutes de la commune (65 km via les autoroutes A6-A46-A432).

### Climat
Pour des articles plus généraux, voir Climat d'Auvergne-Rhône-Alpes et Climat de l'Ain.
En 2010, le climat de la commune est de type climat océanique altéré, selon une étude du CNRS s'appuyant sur une série de données couvrant la période 1971-2000. En 2020, Météo-France publie une typologie des climats de la France métropolitaine dans laquelle la commune est dans une zone de transition entre le climat semi-continental et le climat de montagne et est dans la région climatique Bourgogne, vallée de la Saône, caractérisée par un bon ensoleillement (1 900 h/an), un été chaud (18,5 °C), un air sec au printemps et en été et des vents faibles.
Pour la période 1971-2000, la température annuelle moyenne est de 11,5 °C, avec une amplitude thermique annuelle de 17,8 °C. Le cumul annuel moyen de précipitations est de 806 mm, avec 9,2 jours de précipitations en janvier et 6,9 jours en juillet. Pour la période 1991-2020, la température moyenne annuelle observée sur la station météorologique de Météo-France la plus proche, « St-Georges-Reneins », sur la commune de Saint-Georges-de-Reneins à 7 km à vol d'oiseau, est de 12,2 °C et le cumul annuel moyen de précipitations est de 723,2 mm,. Pour l'avenir, les paramètres climatiques de la commune estimés pour 2050 selon différents scénarios d'émission de gaz à effet de serre sont consultables sur un site dédié publié par Météo-France en novembre 2022.

## Urbanisme

### Typologie
Au 1er janvier 2024, Montceaux est catégorisée bourg rural, selon la nouvelle grille communale de densité à 7 niveaux définie par l'Insee en 2022.
Elle est située hors unité urbaine et hors attraction des villes,.

### Occupation des sols
L'occupation des sols de la commune, telle qu'elle ressort de la base de données européenne d’occupation biophysique des sols Corine Land Cover (CLC), est marquée par l'importance des territoires agricoles (86 % en 2018), en diminution par rapport à 1990 (87,5 %). La répartition détaillée en 2018 est la suivante : 
terres arables (47,4 %), prairies (19,4 %), zones agricoles hétérogènes (19,2 %), zones urbanisées (7 %), forêts (7 %).
L'évolution de l’occupation des sols de la commune et de ses infrastructures peut être observée sur les différentes représentations cartographiques du territoire : la carte de Cassini (XVIIIe siècle), la carte d'état-major (1820-1866) et les cartes ou photos aériennes de l'IGN pour la période actuelle (1950 à aujourd'hui).

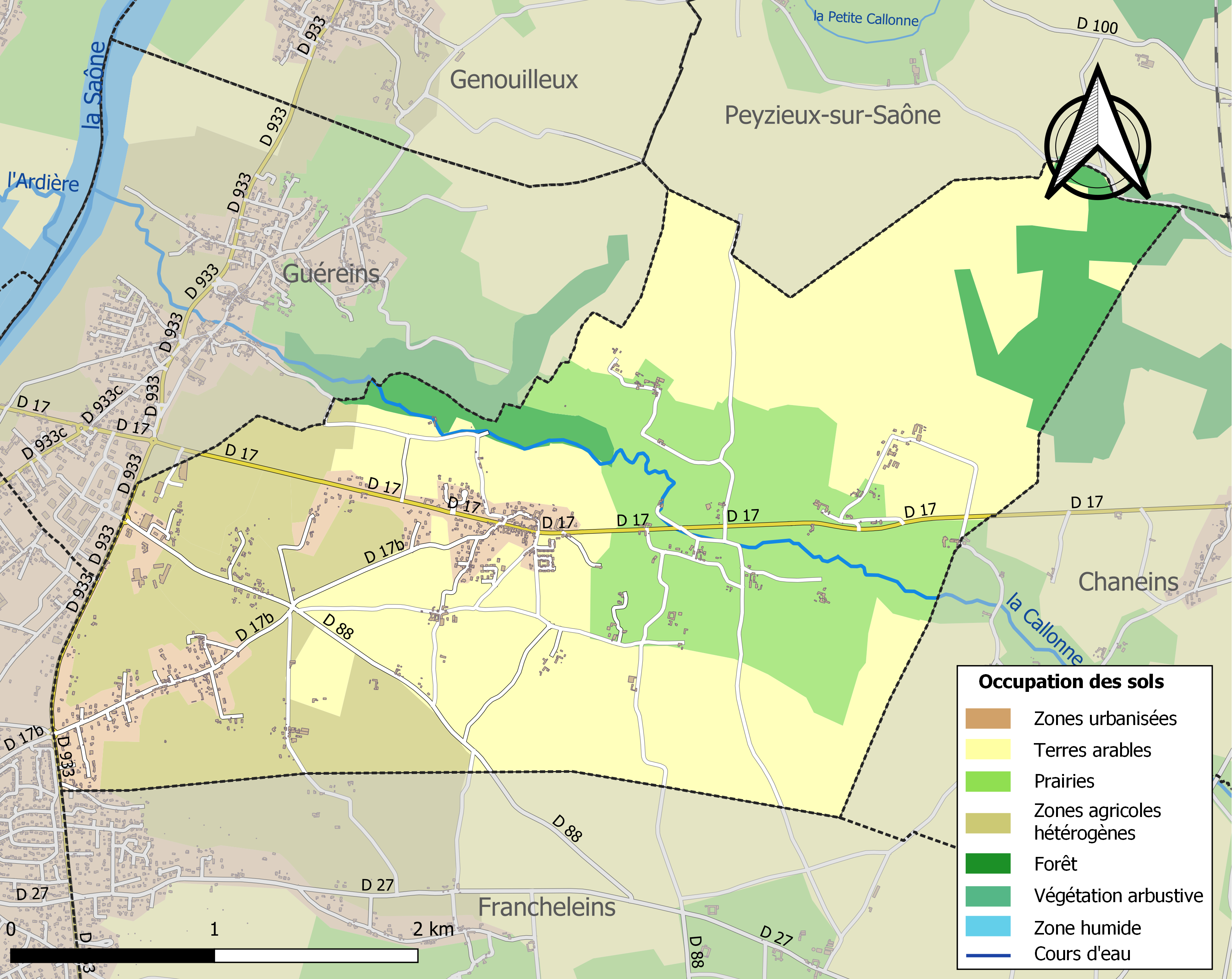
Carte des infrastructures et de l'occupation des sols de la commune en 2018 (CLC).

## Toponymie
L’étymologie probable serait Montceaux ou Montcel, qui veut dire petit mont, à rapprocher de moncel ou moncelet.
La graphie du nom aurait évolué au fil de l'histoire : Villa Moncellis (943), Munceals (1149-1156), Moncelz (1230), Monceaux (1265), Monceuz (1285), Moncez (1299-1369), Moncellis (1325), Moncelx (1365), Monceaux (1659), et enfin Montceaux (1814).

## Histoire
La commune semble avoir été fréquentée dès la préhistoire puisque d'anciennes fouilles dans le hameau des Riveaux, ont permis de mettre au jour des haches de pierre polie datant du néolithique (Ve millénaire av. J.-C.), ainsi que des céramiques de l'époque gallo-romaines. Deux villas romaines datant de la même époque (200 à 300 après J.-C.) ont également été répertoriées au hameau des Rousses.
Le village de Montceaux apparaît pour la première fois dans un acte de 943.
Au Moyen Âge, l'église s'appelait Monscuch ou Monceuz et dépendait du doyenné de Montberthoud, à Savigneux.
Du XIIIe au XVIIIe siècle, Montceaux passe successivement, ainsi que l’ensemble du canton, sous la souveraineté de la maison de Beaujeu, de la maison de Bourbon, du royaume de France, de la duchesse de Bourbon Montpensier et du duc du Maine.
En 1540, Marguerite de Saix alors propriétaire, épouse Claude de Champier, futur Gouverneur de Dombes. Leur fils fera ériger le château de la Bâtie en baronnie par Henri de Bourbon.
En décembre 1617, saint Vincent de Paul quitta Châtillon-sur-Chalaronne, pour prendre un fiacre à Belleville afin de se rendre à Paris, mais il se fit surprendre par la neige et passa donc la nuit au presbytère de Montceaux. Le lendemain matin, il célébra la messe à l’église Saint-Jacques-et-Saint-Philippe (église de Montceaux) avant de repartir pour Belleville.
Après la Révolution, la paroisse fut rétablie officiellement le 28 août 1808.
Aille (hameau)
Petit fief de Dombes possédé en 1672 par Anne de Tessière, en 1712, par Jacques-François Gayot, écuyer, et vendu par la veuve de ce dernier, le 26 octobre 1751, à Fleury Bordeaux, seigneur de Lurcy, qui en jouissait en 1789.
Betheneins (hameau)
Ancienne paroisse (Betnens, Betenens) sous le vocable de saint Jacques, aujourd'hui supprimée. Le chapitre de Saint-Paul présentait à la cure. Au Xe siècle, un vicomte nommé Guigues donna à l’abbaye de Cluny des condamines situées à Betheneins, alors chef-lieu de l'ager Betenensis.
Betheneins formait une des obédiences du chapitre de Saint-Paul, qui y avait acquis, en 1250, des services de Marie d'Entremont et avait reçu inféodation, en 1293, de tous les droits que possédaient dans la paroisse Jossérand de Francheleins et Guillaume de Francheleins.
L'église était déjà abandonnée en 1654. Le 23 septembre de cette année, les habitants réclamèrent de Camille de Neuville, archevêques de Lyon, l'exécution d'un contrat en vertu duquel le curé de Montceaux était tenu d'y entretenir un vicaire.

## Politique et administration

### Découpage territorial
La commune de Montceaux est membre de la communauté de communes Val de Saône Centre, un établissement public de coopération intercommunale (EPCI) à fiscalité propre créé le 1er janvier 2017 dont le siège est à Montceaux. Ce dernier est par ailleurs membre d'autres groupements intercommunaux.
Sur le plan administratif, elle est rattachée à l'arrondissement de Bourg-en-Bresse, au département de l'Ain et à la région Auvergne-Rhône-Alpes. Sur le plan électoral, elle dépend du canton de Châtillon-sur-Chalaronne pour l'élection des conseillers départementaux, depuis le redécoupage cantonal de 2014 entré en vigueur en 2015, et de la quatrième circonscription de l'Ain pour les élections législatives, depuis le dernier découpage électoral de 2010.

### Tendances politiques et résultats
Lors des élections municipales du 23 mars 2014, la liste unique du maire sortant (DVD) a été réélue au premier tour avec une majorité absolue des suffrages exprimés (100 % pour 381 voix), obtenant ainsi les 15 sièges du conseil municipal ainsi que les 3 sièges à pourvoir au conseil communautaire. Le nombre d'électeurs inscrits était alors de 876 habitants, pour 458 votants (418 abstentions, soit 47,72 %) et 381 suffrages exprimés (77 votes non comptabilisés : votes blancs et votes nuls, soit 8,79 %).

### Administration municipale
Le nombre d'habitants au dernier recensement étant compris entre 500 et 1 499 habitants, le nombre de membres du conseil municipal est fixé à 15.
Par ailleurs, la commune bénéficie de 3 sièges sur 29 au sein du conseil communautaire de la Communauté de communes Val-de-Saône Centre, dont le siège est situé au Parc Visiosport de Montceaux.

### Liste des maires

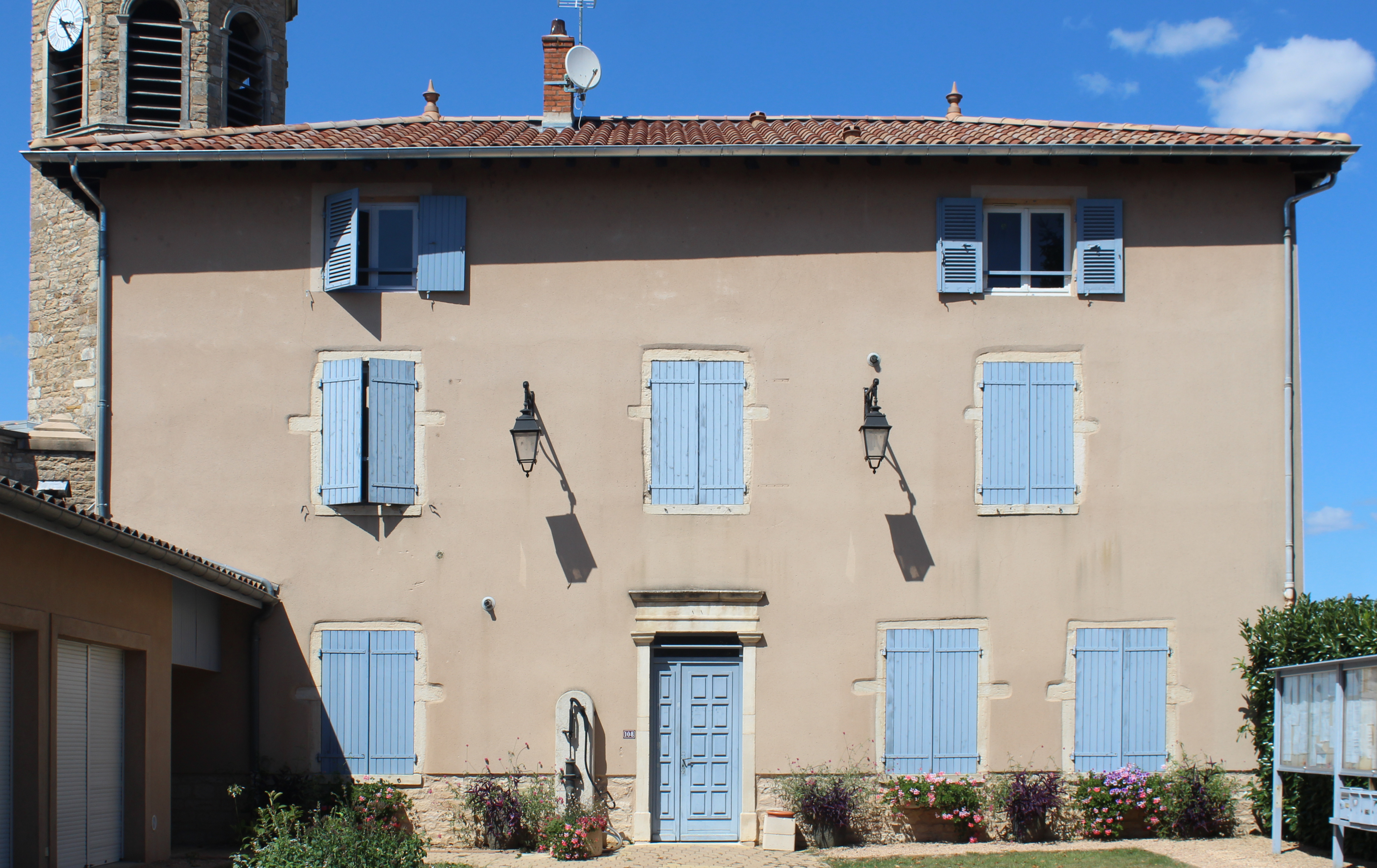
Mairie de Montceaux.

| Période                                  | Période   | Identité                | Étiquette | Qualité                                          |
| ---------------------------------------- | --------- | ----------------------- | --------- | ------------------------------------------------ |
| mars 1971                                | mars 1983 | Ernest Migette          |           |                                                  |
| mars 1983                                | mars 1989 | Henri Durand            |           |                                                  |
| mars 1989                                | En cours  | Jean Claude Deschizeaux | DvD       | Retraité, président de la communauté de communes |
| Les données manquantes sont à compléter. |           |                         |           |                                                  |

## Population et société

### Démographie
L'évolution du nombre d'habitants est connue à travers les recensements de la population effectués dans la commune depuis 1793. Pour les communes de moins de 10 000 habitants, une enquête de recensement portant sur toute la population est réalisée tous les cinq ans, les populations de référence des années intermédiaires étant quant à elles estimées par interpolation ou extrapolation. Pour la commune, le premier recensement exhaustif entrant dans le cadre du nouveau dispositif a été réalisé en 2006.
En 2022, la commune comptait 1 202 habitants, en évolution de +1,69 % par rapport à 2016 (Ain : +5,15 %, France hors Mayotte : +2,11 %).
| 1793 | 1800 | 1806 | 1821 | 1831 | 1836 | 1841 | 1846 | 1851 |
| ---- | ---- | ---- | ---- | ---- | ---- | ---- | ---- | ---- |
| 419  | 308  | 272  | 550  | 541  | 576  | 591  | 692  | 688  |

| 1856 | 1861 | 1866 | 1872 | 1876 | 1881 | 1886 | 1891 | 1896 |
| ---- | ---- | ---- | ---- | ---- | ---- | ---- | ---- | ---- |
| 720  | 700  | 659  | 637  | 621  | 604  | 597  | 516  | 526  |

| 1901 | 1906 | 1911 | 1921 | 1926 | 1931 | 1936 | 1946 | 1954 |
| ---- | ---- | ---- | ---- | ---- | ---- | ---- | ---- | ---- |
| 479  | 486  | 486  | 422  | 374  | 382  | 395  | 352  | 377  |

| 1962 | 1968 | 1975 | 1982 | 1990 | 1999 | 2006  | 2011  | 2016  |
| ---- | ---- | ---- | ---- | ---- | ---- | ----- | ----- | ----- |
| 367  | 314  | 392  | 547  | 672  | 908  | 1 041 | 1 214 | 1 182 |

| 2021  | 2022  | - | - | - | - | - | - | - |
| ----- | ----- | - | - | - | - | - | - | - |
| 1 198 | 1 202 | - | - | - | - | - | - | - |

## Économie
La commune de Montceaux se situe à la jonction des zones d'influences économiques de Lyon et de Mâcon.
Le taux de chômage en 2006 était de 7,4 % (6,7 % en 1999). Les retraités et les préretraités représentaient 11,3 % de la population en 2006 (9,6 % en 1999). Le taux d'activité était de 79,8 % en 2006 (74,3 % en 1999).
Une zone d'activités économiques (ZAE) réservée à l’implantation d’entreprises est située sur le territoire de la commune.

## Culture locale et patrimoine

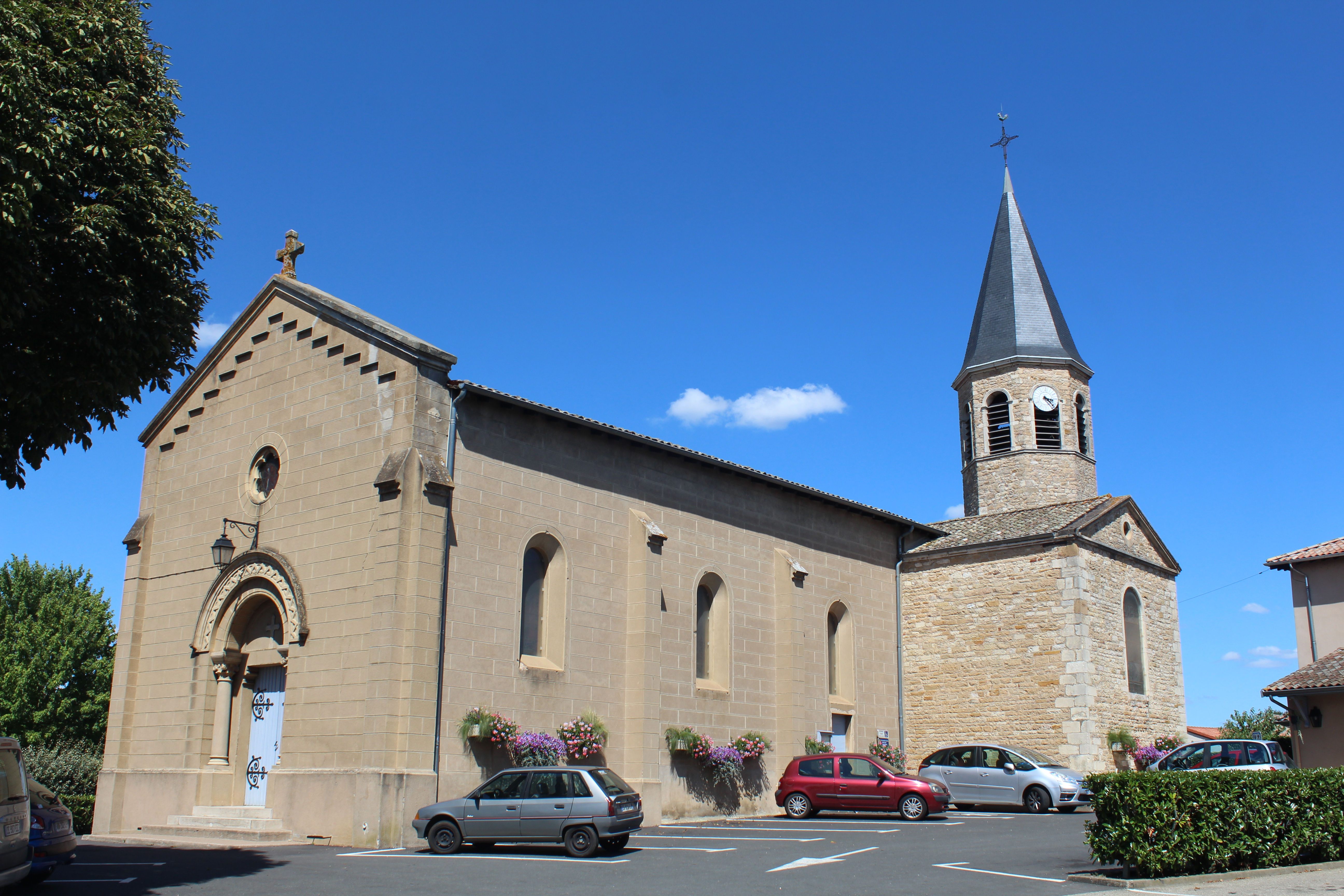
Église Saint-Jacques-et-Saint-Philippe.

### Lieux et monuments

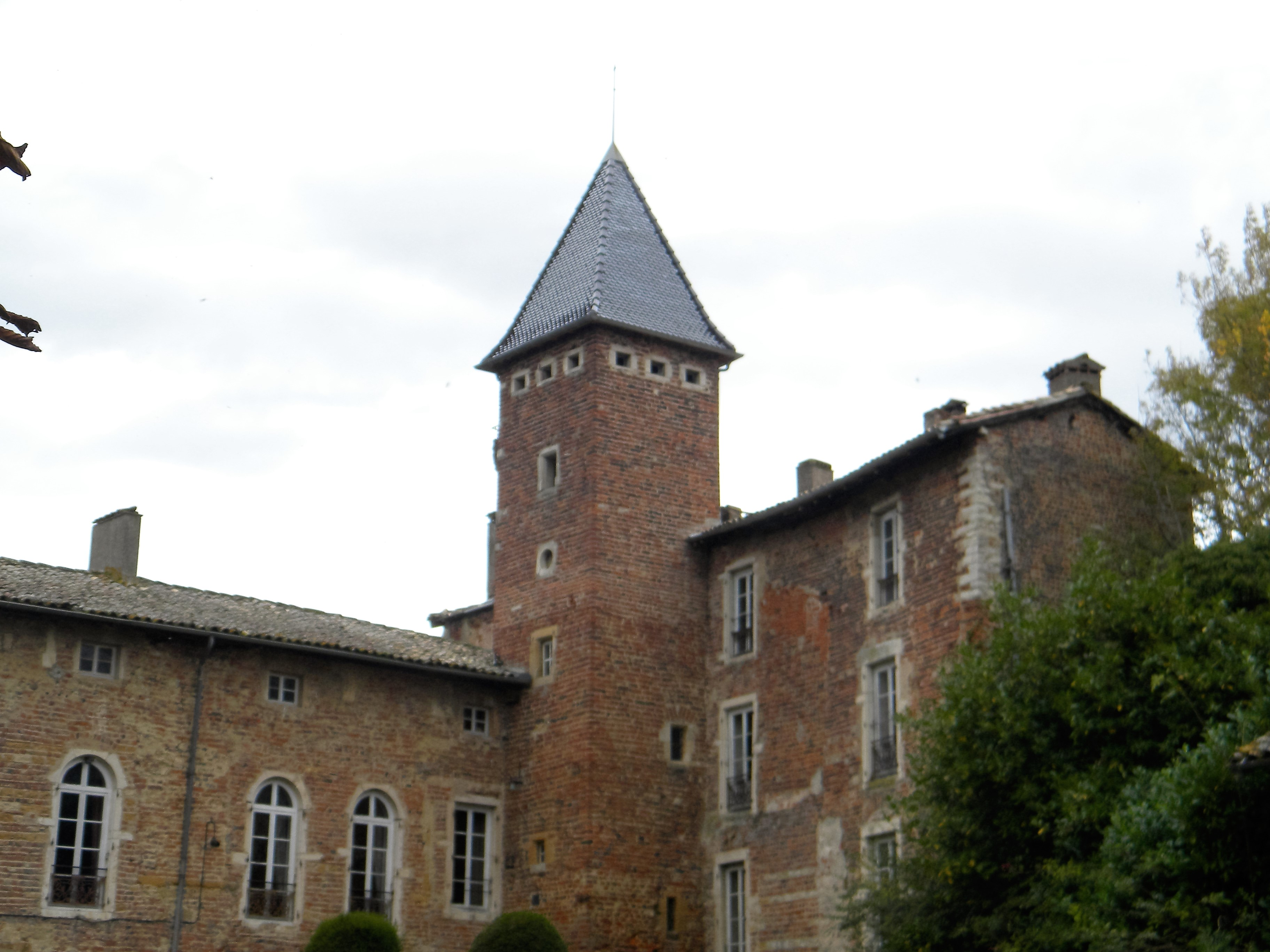
Le château de la Bâtie, vu de la haute cour.

- Le château de la Bâtie, ancien château fort du XIIIe siècle, remanié aux XVIe et XIXe siècles, a fait l'objet, avec sa chapelle et ses dépendances, d’une inscription au titre des monuments historiques depuis 2006[26].
- L'église Saint-Jacques-et-Saint-Philippe, datant de l'an 943. Sa nef est « démesurément agrandie en 1845 pour contenir une population croissante »[27].
- La poype de Buyat.
- La chapelle Saint-Maurice.

## Héraldique
| Blason de Montceaux | Blason  | Taillé : au 1er de gueules au lion d'or, au 2e coticé d'or et de gueules de quatorze pièces ; à la barre d'azur brochant sur la partition ; au chef d'azur chargé de trois fleurs de lis d'or. |
| Blason de Montceaux | Détails | Le statut officiel du blason reste à déterminer. |

### Personnalités liées à la commune
- Saint Vincent de Paul : en décembre 1617, il passa une nuit au presbytère de Montceaux pour célébrer le lendemain une messe à l’église de Montceaux.